# Lički Osik
Lički Osik je vesnice v opčině města Gospić v Chorvatsku v Licko-senjské župě. V roce 2011 zde žilo 1914 obyvatel.

## Poloha
Vesnice je situována asi 8 km severovýchodně od Gospiće, při hlavní chorvatské dálnici A1 a železnici Záhřeb-Split.

## Historie a demografie
Do roku 1991 byla většina obyvatel vesnice srbské národnosti (54 %), obyvatel chorvatské národnosti bylo 40 %. V letech 1991 se vesnice nazývala Teslingrad. V roce 1991 žilo ve vesnici 2885 obyvatel.

## Ekonomika
Hlavní ekonomickou aktivitou obyvatel je zemědělství a kovodělný průmysl.

## Sport
Ve vesnici působí v roce 1951 založený fotbalový klub NK Croatia Lički Osik.